# Струпиці (Свентокшиське воєводство)
Струпиці (пол. Strupice) — село в Польщі, у гміні Васнюв Островецького повіту Свентокшиського воєводства.
Населення — 107 осіб (2011).
У 1975-1998 роках село належало до Келецького воєводства.

## Демографія
Демографічна структура на день 31 березня 2011 року:
|          | Загалом | Допрацездатний вік | Працездатний вік | Постпрацездатний вік |
| -------- | ------- | ------------------ | ---------------- | -------------------- |
| Чоловіки | 51      | 5                  | 38               | 8                    |
| Жінки    | 56      | 9                  | 34               | 13                   |
| Разом    | 107     | 14                 | 72               | 21                   |